# Килевейн, Георгий Робертович
Георгий Робертович Килевейн (1864—1922) — нижегородский земский деятель, член III Государственной думы от Нижегородской губернии.

## Биография

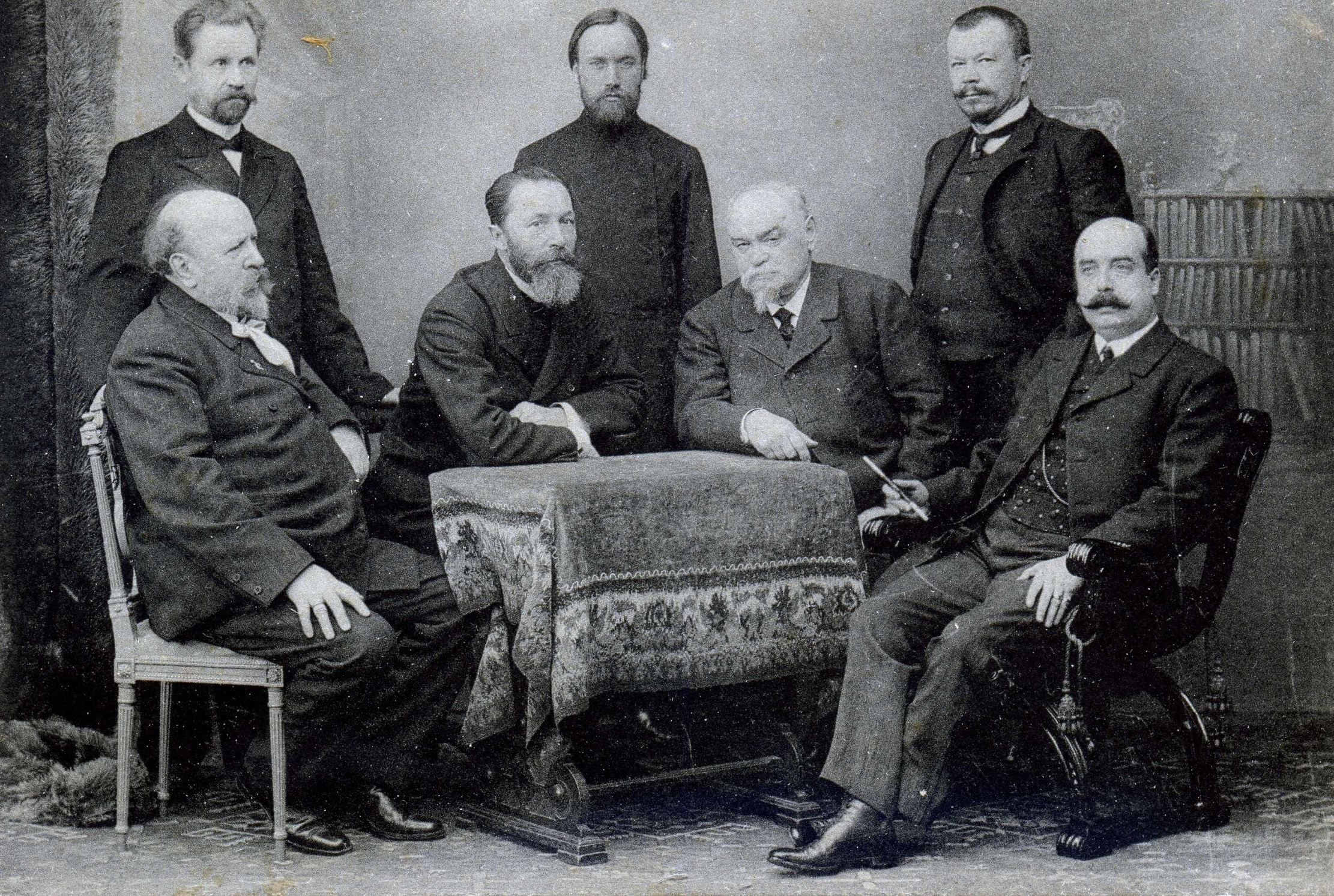
Депутаты 3-й Государственной Думы от Нижегородской губернии. Стоят: Н.В. Зуев, М.Н. Гришкин, А.В. Иконников; cидят: А.Е. Фаворский, В.В. Хвощинский, А.А. Савельев, Г.Р. Килевейн

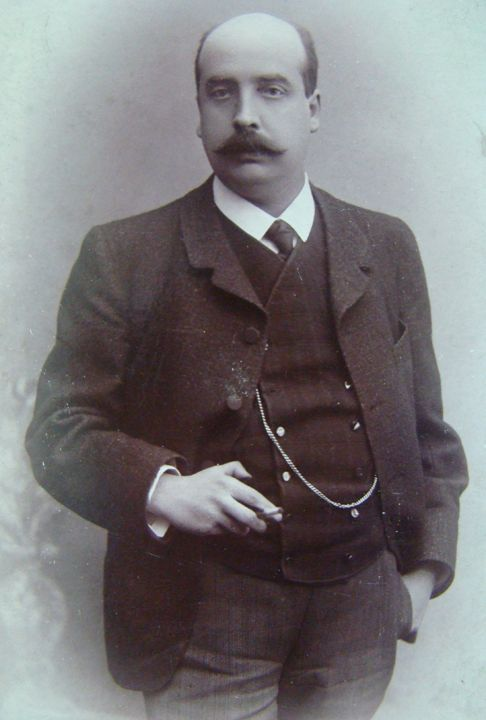
Г.Р. Килевейн, 1910

Родился в 1864 году; сын губернского архитектора Роберта Яковлевича Килевейна. Потомственный дворянин Нижегородской губернии; евангелическо-лютеранского вероисповедания.
Окончил Нижегородскую гимназию (1883) и юридический факультет Московского университета (1887).
По окончании университета некоторое время занимался адвокатурой в Нижнем Новгороде, состоял помощником присяжного поверенного. В 1890 году был избран мировым судьей 6-го участка Нижнего Новгорода, а в 1892 году — членом губернской земской управы, в каковой должности пробыл до 1908 года. С 1900 года состоял заступающим место председателя губернской земской управы, исправлял должность балахнинского уездного предводителя дворянства. Также избирался гласным Балахнинского уездного земского собрания, депутатом дворянства Балахнинского уезда, почетным мировым судьей Балахнинского и Нижегородского уездов. Кроме того, состоял членом нижегородского Общества поощрения высшего образования и членом правления Общества взаимного вспомоществования учителям и учительницам Нижегородской губернии.
С 1904 года принимал участие в съездах земских и городских деятелей в Москве, был членом «Союза освобождения» и «Союза земцев-конституционалистов». После провозглашения Октябрьского манифеста вступил в партию кадетов, в 1905—1917 годах возглавлял нижегородский губернский комитет партии, был издателем «Листка Нижегородской группы партии Народной свободы».
В 1907 году был избран членом III Государственной думы от Нижегородской губернии; землевладелец Балахнинского уезда (более 600 десятин). Входил во фракцию кадетов, состоял членом комиссий: финансовой, сельскохозяйственной, по судебным реформам, а также о мерах борьбы с пожарами. 
В 1912 году, по инициативе нижегородского губернатора Хвостова, Килевейн был привлечен к судебной ответственности по обвинению в нецелевом расходовании земских средств, в результате чего не смог принять участие в выборах в IV Государственную думу.
В годы Первой мировой войны состоял членом губернского комитета Всероссийского Земского союза и председателем губернской исполнительной комиссии о беженцах. Был опекуном над имуществом Петра Васильевича Шереметева (1882—1916).
После Февральской революции стал помощником нижегородского губернского комиссара Временного правительства. 26 октября 1917 года был избран членом нижегородского Комитета защиты революции, пытался организовать сопротивление большевикам. В январе—феврале 1918 года был связан с подпольной антибольшевистской организацией поручика Громова, арестован местными органами ВЧК. 
Умер в 1922 году от дизентерии. Был холост.